# NGC 2711
NGC 2711 (również PGC 25164 lub UGC 4688) – galaktyka spiralna z poprzeczką (SBbc), znajdująca się w gwiazdozbiorze Raka. Odkrył ją Albert Marth 28 marca 1864 roku.